# Roter Oktober (Süßwarenfabrik)

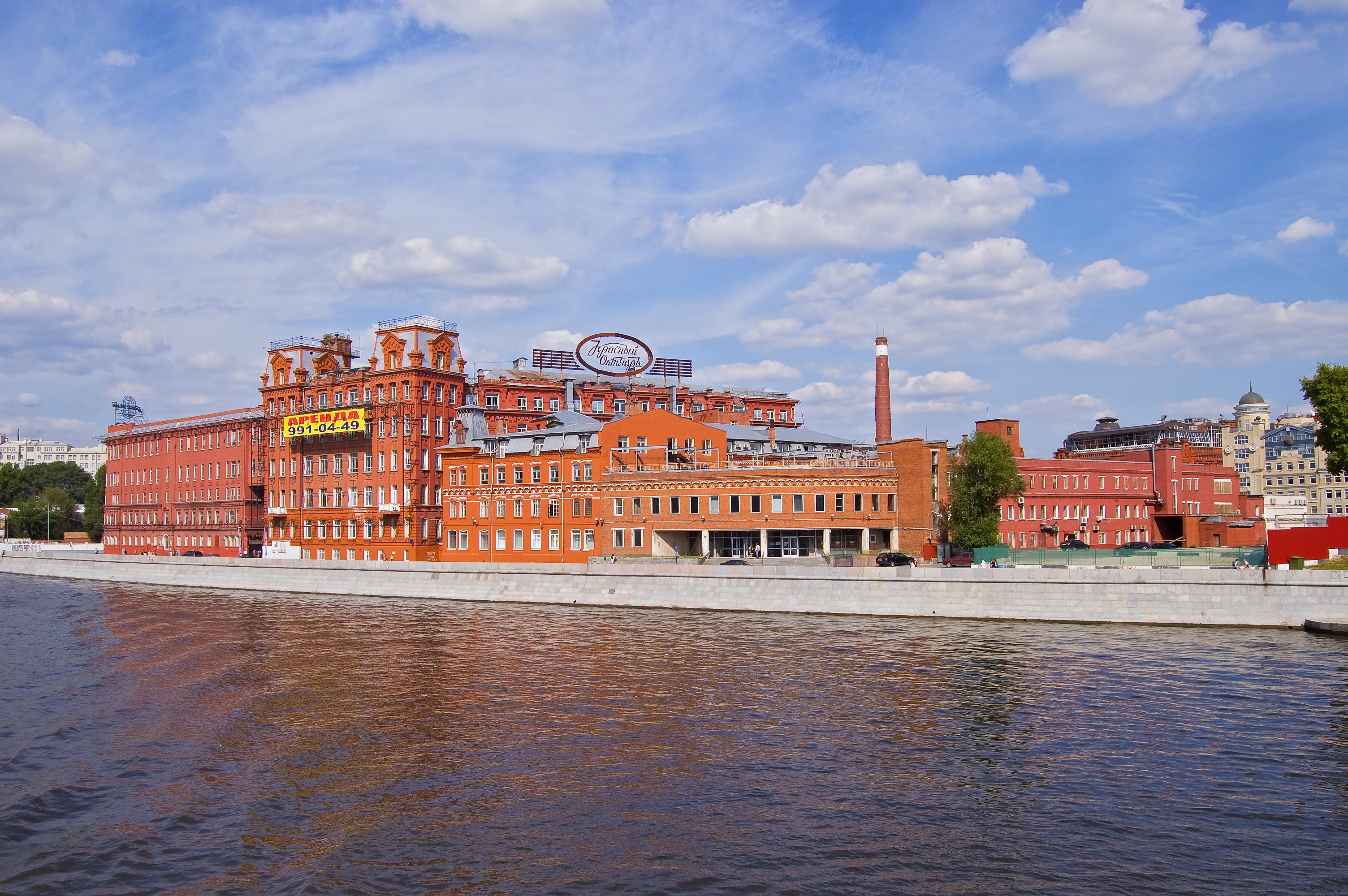
Die ehemaligen Produktionsgebäude der Süßwarenfabrik „Roter Oktober“ an der Moskwa

Die OAO Roter Oktober (russisch Красный Октябрь, Transkription Krasny Oktjabr, deutsch: Roter Oktober) ist ein russischer Hersteller von Süßwaren und der Name der gleichnamigen Fabrik in Moskau.

## Geschichte

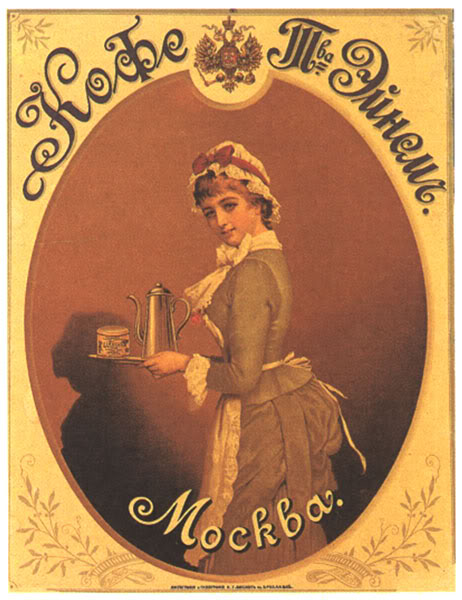
Werbebild vor 1917

1851 eröffnete der brandenburgische Zuckerbäcker Theodor Ferdinand von Einem (1826–1876) aus Belzig eine kleine Konditorei am Arbat. In der Konditorei „Einem“, in der Schokolade und Bonbons hergestellt wurden, beschäftigte er fünf Mitarbeiter. Von Einem lernte 1857 seinen zukünftigen Geschäftspartner kennen, den deutschen Kaufmann Julius Heuss (1832–1907) aus Walddorf im Schwarzwald. Im selben Jahr eröffneten sie gemeinsam ein Konditoreigeschäft am Theaterplatz in Moskau.
1867 ließ von Einem zusammen mit seinem Geschäftspartner Heuss am Sophienufer, direkt gegenüber vom Kreml, seine erste Schokoladenfabrik bauen. 1876 starb von Einem kinderlos. In Moskau errichtete von Einems Teilhaber Julius Heuss die für damalige Verhältnisse größte und modernste Süßwarenfabrik des Landes an der Südspitze der Jakimanka-Insel. Die Gebäude wurden mit rotem Backstein gebaut und die Maschinen von einer modernen Dampfmaschine angetrieben. In Simferopol ließ Heuss in einer neuen Fabrik kandierte Früchte und Marmelade herstellen. Heuss war ein sehr arbeiterfreundlicher Unternehmer, da er seinen Mitarbeitern eine Lohnfortzahlung bei Krankheit und an kirchlichen Feiertagen sowie eine lebenslange Rente nach einer 25-jährigen Betriebszugehörigkeit zukommen ließ. Auszubildende erhielten Unterricht im Lesen und Schreiben, lernten ein Instrument spielen oder durften im Chor singen. Im Krankheitsfall sorgte ein Gesundheitsfonds der Firma für die Kosten der medizinischen Behandlung.
1907 starb Julius Heuss. Das Unternehmen Einem führten fünf von seinen Söhnen weiter. Die Firma war für eine hohe Qualität ihrer Produkte bekannt. Sie erhielt viele Auszeichnungen für ihre Produkte, darunter der Grand Prix der Weltausstellung in Paris 1900. Die Bonbons und Schokoladen erhielten eine dekorative und zum Teil aufwendige Verpackung. Einem übernahm etwa ein Detail des Ölbilds "Morgen im Kiefernwald" von Schischkin (1886) für sein Konfekt "Der tolpatschige Bär Mischka" und beschäftigte sogar einen eigenen Komponisten, Jakov Feldmann. Zum 300. Jubiläum der Romanow-Dynastie im Jahr 1913 wurde die Süßwarenfirma Einem zum Hoflieferanten ernannt.
Nach der Oktoberrevolution wurde die Firma verstaatlicht und im Jahr 1918 in „Staatliche Süßwarenfabrik Nr. 1, vormals Einem“ umbenannt. 1922 erhielt das Unternehmen den heutigen Namen „Roter Oktober“.
Im Jahr 1966 begann man mit der Produktion der bekanntesten Schokolade der Fabrik „Aljonka“, deren Werbeträger ein bekanntes kleines Mädchen ist. Das Mädchen, das auf der Verpackung der Schokolade zu sehen ist, existiert wirklich, es ist die Tochter eines Mitarbeiters der Fabrik, der „Aljonka“ fotografiert hat, als sie acht Monate alt war.
1992 wurde die Firma in eine Aktiengesellschaft umgewandelt. Am 27. Mai 1994 richtete man auf dem Fabrikgelände ein Museum ein. Roter Oktober wurde im Jahr 2002 in die Süßwaren-Holding Vereinigte Konditoren (Объединенные кондитеры, Obedinennye konditery) aufgenommen.
Im Jahr 2007 verlegte man die Produktion in den Norden der Stadt. Übrig blieben das Fabrikmuseum und ein kleiner Laden, in dem Süßigkeiten von Roter Oktober verkauft werden. Das sechs Hektar große Gelände in bester Stadtlage konnte vor Abriss und lukrativer Neubebauung bewahrt werden. In den umgebauten Fabrikgebäuden befinden sich mittlerweile Boutiquen von Modemachern zu erschwinglichen Mieten, ein Café mit Video-Installationen, eine beliebte Discothek mit Blick auf die Moskwa und eine Fernsehstation für Internetfernsehen.

## Film
- Roter Oktober – Moskaus Herz aus Schokolade. Fernseh-Reportage, Deutschland, 2010, 14:25 Min., Buch und Regie: Roland Strumpf, Produktion: 3sat, Erstsendung: 17. Dezember 2010 in 3sat, Inhaltsangabe (Memento vom 31. Mai 2013 im Internet Archive) von 3sat.